# آبشش‌آبی
آبشش‌آبی (نام علمی: Lepomis macrochirus) نام یک گونه از سرده پولک‌پوش‌ها است.